# Le Postillon de Lonjumeau

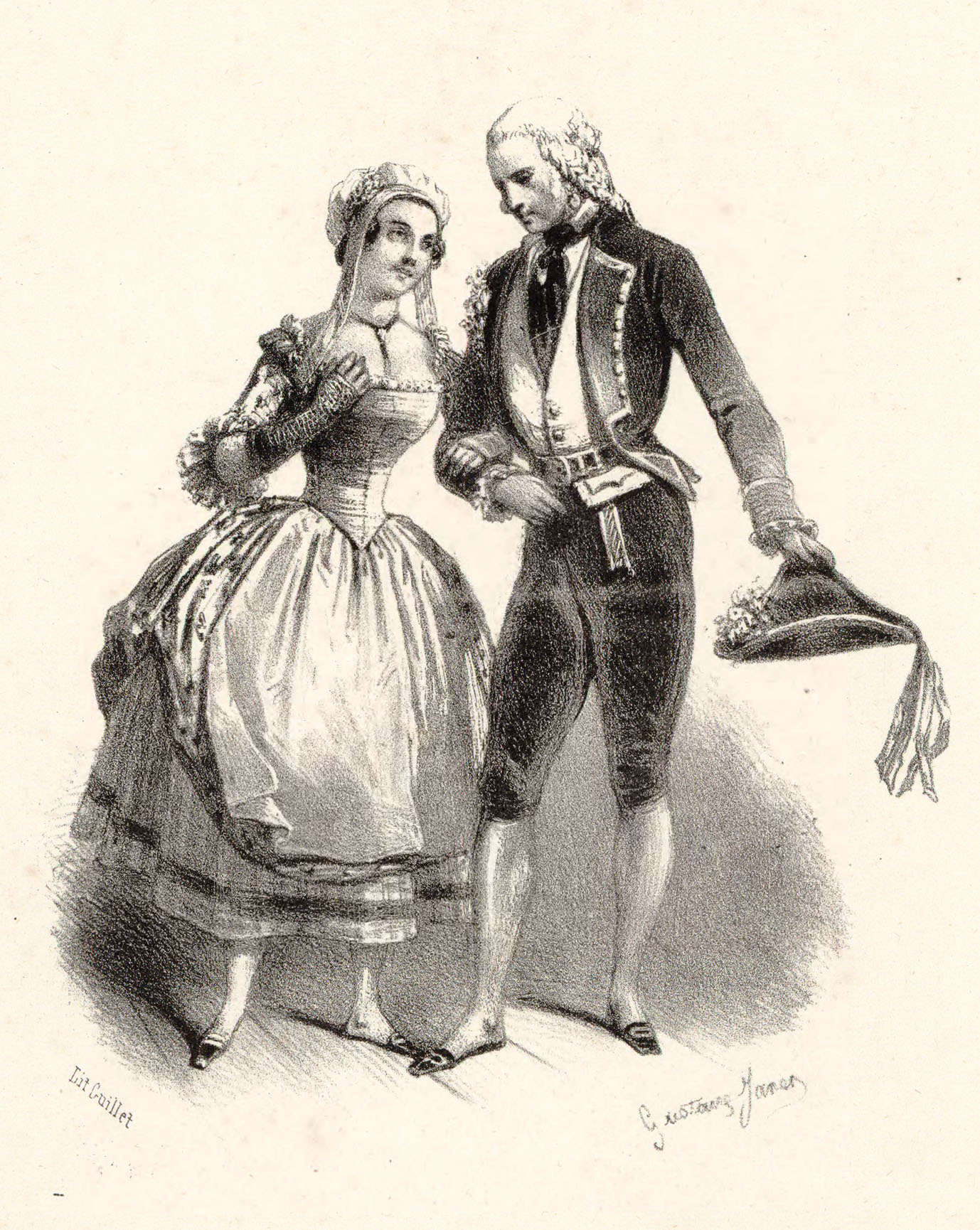
Zoé Prévost en Jean-Baptiste Chollet als Madeleine en Chapelou in "Le postillon de Lonjumeau" (1836).

Le Postillon de Lonjumeau is een opéra comique van Adolphe Adam in 3 bedrijven naar een libretto van Adolphe de Leuven en Léon-Lévy Brunswick. De eerst opvoering was op 30 oktober 1836 in Parijs, in de Opéra-Comique.

## Rolverdeling
- Chapelou, Postillon, later de eerste zanger van de koninklijke Opera Saint-Phar - lyrische tenor
- Madeleine, vrouw van Chapelou, later madame Latour - lyrische coloratuur-sopraan
- Bijou, smid - bas buffo
- Bourdon, koorzanger - bas-bariton
- Markies de Corcy, theaterdirecteur en koninklijke kamerheer - tenor
- Rose - sopraan